# Danny Lee (Spezialeffektkünstler)
Daniel West „Danny“ Lee (* 9. Juli 1919 in Wisconsin; † 28. November 2014 in Prescott, Arizona) war ein US-amerikanischer Tricktechniker.

## Leben
Daniel Lee war der Sohn von Tricktechniker Carl Lee, der an den Filmen der Abbott & Costello-Reihe mitwirkte. Lee junior arbeitete zunächst als freier Mitarbeiter. In seiner mehr als 30-jährigen Karriere wirkte er an mehr als 50 Filmen mit. Insbesondere arbeitete er für die Walt Disney Studios, denen er sich 1969 anschloss.
Seine wohl bekannteste Szene ist das Finale in Arthur Penns Bonnie und Clyde, bei dem das Gangsterpärchen in einem Kugelhagel von der Polizei erschossen wird. Für diese Szene soll er etwa 1000 Schuss Munition verwendet haben. Lee soll auch der erste Tricktechniker gewesen sein, der auf Blutkapseln und elektrisch gezündete Knallfrösche setzte, um Schusswunden zu imitieren.
1972 erhielt er für den Film Die tollkühne Hexe in ihrem fliegenden Bett den Oscar für die besten Spezialeffekte zusammen mit seinen Kollegen Alan Maley und Eustace Lycett. 1980 wurde er für seine Mitwirkung an Das schwarze Loch ebenfalls für den Oscar nominiert.
1981 ging er in den Ruhestand, eröffnete aber mit seiner Frau Jane die Danny Lee Studios in Chatsworth, Kalifornien, wo er sein Wissen an Schüler vermittelte.

## Filmografie (Auswahl)
- 1956: In 80 Tagen um die Welt (Around the World in 80 Days)
- 1960: Dschungel der 1000 Gefahren (The Swiss Family Robinson)
- 1963: Eine total, total verrückte Welt (It's a Mad Mad Mad Mad World)
- 1964: Mary Poppins
- 1965: Das große Rennen rund um die Welt (The Great Race)
- 1967: Bonnie und Clyde (Bonny and Clyde)
- 1968: Ein toller Käfer (The Love Bug)
- 1971: Die tollkühne Hexe in ihrem fliegenden Bett (Bedknobs and Broomsticks)
- 1974: Herbie groß in Fahrt (Herbie Rides Again)
- 1976: Zotti, das Urviech (The Shaggy D.A.)
- 1977: Der tolle Käfer in der Rallye Monte Carlo (Herbie Goes to Monte Carlo)
- 1977: Elliot, das Schmunzelmonster (Pete's Dragon)
- 1979: Das schwarze Loch (The Black Hole)
- 1981: Der Drachentöter (Dragonslayer)